# Mark Bingham
Mark Kendall Bingham (Phoenix, 22 maggio 1970 – Shanksville, 11 settembre 2001) è stato un imprenditore e rugbista a 15 statunitense, tra le vittime del volo United Airlines 93 dirottato nel corso degli attentati dell'11 settembre 2001; fu tra gli iniziatori della ribellione dei passeggeri che costrinsero i dirottatori a cambiare l’obiettivo dell'attentato e a dirigerlo su Shanksville, in Pennsylvania, dove il velivolo si schiantò. Al suo nome è intitolato il più importante torneo rugbistico internazionale LGBT, il Mark Kendall Bingham Memorial Tournament, anche noto come Bingham Cup.

## Biografia
Nativo di Phoenix, in Arizona, Bingham compì gli studi universitari all'Università della California a Berkeley, dove si laureò in scienze sociali nel 1993; durante la frequenza universitaria, e anche dopo la laurea, militò nella squadra di rugby studentesca nel ruolo di terza linea. Divenuto imprenditore, fondò a San Francisco una compagnia di pubbliche relazioni, che più tardi espanse l'attività anche sulla costa orientale, a New York; nella città californiana fondò anche, insieme ad alcuni suoi amici, i San Francisco Fog, prima squadra statunitense aperta anche agli omosessuali, e nei suoi viaggi a New York collaborò alla nascita di una squadra analoga sulla costa orientale, i Gotham Knights.

### Morte
L'11 settembre 2001 Bingham arrivò all'Aeroporto Internazionale di Newark alle ore 7:40, salendo a bordo del volo United Airlines 93, prendendo il posto 4D di business class; quando il volo fu dirottato, Bingham chiamò sua madre Alice Hoglan con un telefono di bordo per avvertirla del problema a bordo dell'aereo; la madre di Bingham, che stava seguendo in televisione le notizie sull'attacco suicida alle Torri Gemelle di New York, si rese conto che anche il volo su cui si trovava il figlio doveva essere utilizzato per uno scopo analogo, quindi gli disse di fare qualcosa per evitarlo.
Dalla ricostruzione delle telefonate non è chiaro se Bingham avesse compreso quanto la madre gli dicesse, perché nel frattempo, insieme ad altri passeggeri, aveva tentato un'incursione nella cabina di pilotaggio in cui si trovava il pilota dirottatore Ziyad Jarrah; questi, diretto su Washington con obiettivo presumibile la Casa Bianca o il Campidoglio, vedendo compromessa la missione diresse il volo verso una città della Pennsylvania poco distante, Shanksville, puntando in picchiata sul terreno e provocando la distruzione dell'aereo e l'uccisione di tutti coloro che il velivolo trasportava, passeggeri, equipaggio e dirottatori.
Il gesto di Bingham e degli altri passeggeri, se pur non impedì la distruzione dell'aereo, sventò l'attentato contro un'importante sede istituzionale degli Stati Uniti.

## Eredità culturale e commemorazioni

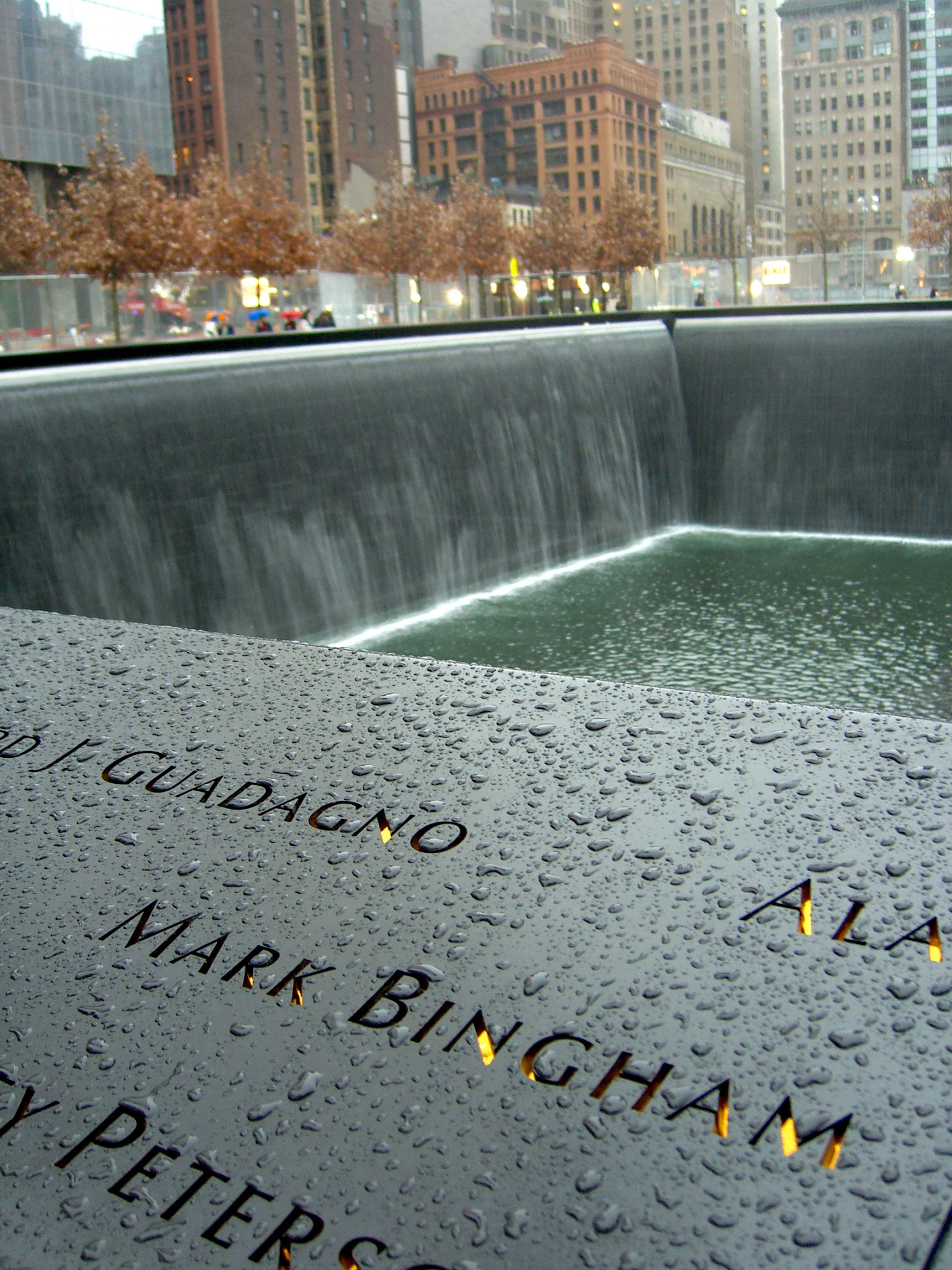
Il nome di Mark Bingham al National September 11 Memorial & Museum di New York

Dopo la morte di Bingham le due squadre a lui correlate, i San Francisco Fog e i Gotham Knights, insieme ad altre compagini rugbistiche gay friendly, fondarono la International Gay Rugby Associations and Boards (IGRAB) il cui primo atto ufficiale fu quello di organizzare una “Coppa del Mondo LGBT di rugby”, la cui prima edizione vide la luce il 28 e 29 giugno 2002; il torneo assunse il nome di Mark Kendall Bingham Memorial Tournament subito abbreviato in Bingham Cup.
Il torneo, aperto anche a giocatori non omosessuali, ha cadenza biennale e nel 2012 si svolse a Manchester, nel Regno Unito, sotto il patrocinio ufficiale della Rugby Football Union e con il padrinaggio degli ex rugbisti internazionali Gareth Thomas, gallese, che nel 2009 dichiarò la sua omosessualità, e Ben Cohen, inglese e campione del mondo nel 2003, da molto tempo in prima fila contro le discriminazioni verso i gay benché egli stesso eterosessuale.
Fin dai primissimi giorni successivi all'attentato Mark Bingham ricevette pubblici riconoscimenti:
- il 17 settembre 2001 i senatori John McCain e Barbara Boxer, in missione a San Francisco per onorare le vittime dell'attentato provenienti dalla Bay Area, menzionarono Bingham e gli resero omaggio come eroe[7], consegnando una bandiera degli Stati Uniti al compagno di Bingham Paul Holm;
- nel 2002 Bingham fu insignito postumo, insieme ad altri tre sportivi che rimasero vittime del volo UA 93, dell'Arthur Ashe Courage Award[8];
- la cantante Melissa Etheridge, dichiaratamente lesbica, dedicò alla memoria di Bingham la sua Tuesday Morning (2004) contenuta nell'album Lucky[9].
- il nome di Mark Bingham figura sia nel monumento alle vittime dell’11 settembre inaugurato a New York il 12 settembre 2011, sia in quello eretto a Shanksville sul luogo dove il volo UA 93 si schiantò.